# La fiera di Venezia
La fiera di Venezia (dt. Der Marktplatz in Venedig) ist eine Commedia per musica in drei Akten von Antonio Salieri auf einen Text von Giovanni Gastone Boccherini. Die Uraufführung fand am 29. Januar 1772 im Wiener Burgtheater statt.
Dem großen Erfolg der Premiere folgten zunächst zahlreiche weitere Inszenierungen an verschiedenen deutschen Bühnen, dann wurde das Werk in diversen Übersetzungen (u. a. ins Russische und Dänische) und Bearbeitungen auch im Ausland gespielt. Aufführungen lassen sich in ganz Europa bis ins Jahr 1821 hinein nachweisen.
Der Theateralmanach von Wien, für das Jahr 1773 schreibt:

„[…] die Musik von dem Herrn Salieri, welche vortreflich gesetzt ist, und die Zuschauer entzückte. Dieses Singspiel erhielt den vollkommensten Beyfall des Publikums, welches sich nicht satt daran sehen konnte. […] Dieses Singspiel hatte wegen der vortreflichen Musik und seines abwechselnden Schauspiels lange Zeit starken Zulauf.“

Besonders das reizvolle venezianische Lokalkolorit, das Salieri mit äußerst bühnenwirksamer Musik illustriert, trug viel zum Erfolg der Oper bei. In den Arien zeigt Salieri seine großen instrumentatorischen Künste, indem er aus dem relativ klein besetzten Orchester immer wieder einzelne Instrumente solistisch auskoppelt und mit den Singstimmen kombiniert. Ein Musterbeispiel hierfür ist die Arie der Calloandra „Vi sono sposa e amante“ aus dem dritten Akt, in der die virtuos geführte Singstimme mit einer Solo-Flöte und einer Solo-Oboe wetteifert.
Sehr kritisch äußerte sich Wolfgang Amadeus Mozarts Vater Leopold im November 1785 (immerhin dreizehn Jahre nach der Uraufführung!) über das Stück: „[…] La Fiera di Venezia vom Salieri, die mir Wehe thut; weil sie in d[er] That, was die Musik betrift, voll d[er] ausgepeitschtesten gemeinsten Gedanken, altvätterisch, gezwungen und sehr Leer an Harmonie ist: die einzig Finale sind noch erträglich: […]“ Der Sohn hingegen schien anderer Meinung gewesen zu sein: bereits im Herbst 1773 schrieb er sechs Variationen für Klavier G-dur über das Thema Mio caro Adone aus dem Finale zum zweiten Akt von Salieris Oper (KV 180).
Wie viele Opern Salieris, der Ende des 18. Jahrhunderts noch als einer der bedeutendsten und innovativsten Komponisten seiner Zeit galt, wird auch La fiera di Venezia heutzutage kaum mehr aufgeführt.